# Contraestaca
Contraestaca är en ort i Mexiko.   Den ligger i kommunen San Ignacio och delstaten Sinaloa, i den centrala delen av landet, 900 km nordväst om huvudstaden Mexico City. Contraestaca ligger 622 meter över havet och antalet invånare är 119.
Terrängen runt Contraestaca är bergig åt nordost, men åt sydväst är den kuperad. Contraestaca ligger nere i en dal. Runt Contraestaca är det mycket glesbefolkat, med 3 invånare per kvadratkilometer. Närmaste större samhälle är Tayoltita, 6,2 km öster om Contraestaca. I omgivningarna runt Contraestaca växer huvudsakligen savannskog.